# Gunnar Olsson (fotbollsspelare född 1901)
Ej att förväxla med fotbollsspelaren i GAIS, Gunnar Olsson, född 1908.
Gunnar Olsson (kallad "Lill-Gunnar"), född 27 mars 1901, död 4 maj 1960, var en svensk fotbollsspelare (anfallare) som var uttagen i den svenska truppen till OS i Paris 1924. Han fick dock ingen speltid i någon av Sveriges matcher i turneringen när man överraskande tog en bronsmedalj.
Olsson, som under större delen av sin klubbkarriär tillhörde Hälsingborgs IF men under åren 1933-35 var spelande tränare i Halmstads BK, spelade under åren 1923-32 sammanlagt 10 landskamper på vilka han gjorde fyra mål. 
Efter att som spelande tränare ha fört upp Halmstads BK i Allsvenskan för första gången i klubbens historia, och sedan också tagit laget till en överraskande 4:e plats (bronsmedalj) året därpå, återvände Olsson 1935 till sitt Hälsingborg - nu endast som tränare. Han fick där ta sig an uppgiften att försöka få laget tillbaka till Allsvenskan då man som regerande svenska mästare just trillat ur densamma. 
Gunnar Olsson var far till Åke Olsson, grundare och långvarig ledare för handbollsklubben Vikingarnas IF.

## Meriter

### Som spelare

#### I landslag
Sverige
- Uttagen till OS (1): 1924
- 10 landskamper, 4 mål

#### I klubblag
Hälsingborgs IF
- Allsvensk serieseger (då ej med SM-status) (2): 1928/29, 1929/30

 Halmstad BK (spelande tränare)
- Allsvensk brons (1): 1933/34

#### Individuellt
- Mottagare av Stora grabbars märke, 1932

### Webbsidor
- Profil på worldfootball.net
- Lista på landskamper, svenskfotboll.se, läst 2013 02 20
- på nationalfootballteams.com
- En helsingborgare kan man lita på, hallandsbloggen.se
- HBK 100 år: Gunnar Olsson